# Solo Part 1
Solo Part 1 treći je studijski album hrvatskog jazz pijaniste i skladatelja Matije Dedića. Album je 2000. godine objavila diskografska kuća Cantus Records.

## O albumu
Album je sniman u travnju 2000. godine u zagrebačkom Klubu hrvatskih glazbenika Sax. Tonski snimatelj bio je Davor Rodik, mastering je napravio Rudy Brajkovića, dok je Gojko Tomljanović remastering napravio u studiju Carmen. Producent albuma je sam Matija Dedić. Solo Part 1 prvi je samostalni album Matije Dedića. Na njemu se nalazi 10 skladbi, od kojih 7 potpisuje Dedić, a ostale su obrade Milesa Davisa skladba "Solar", Colea Portera "All Of You" i "Someday My Prince Will Come" od Franka Churchilla i Larryja Moreya.
Ovim solo CD-om Dedić se predstavlja kao odličan klavirist, inventivan improvizator i skladatelj, kao vrlo mladi glazbenik koji ima izgrađeni osebujan pristup glazbalu i prepoznatljiv stil. Na albumu je izraženija zastupljenost klasične glazbe koju posve prirodno spaja s jazzom.

## Popis pjesama
| Br. | Skladba                       | Autor              | Trajanje |
| --- | ----------------------------- | ------------------ | -------- |
| 1.  | »Dear Old Jazz«               | Matija Dedić       | 5:41     |
| 2.  | »Solar«                       | Miles Davis        | 4:19     |
| 3.  | »Sebastian Goes to Cuba I«    | Matija Dedić       | 4:46     |
| 4.  | »All Of You«                  | Cole Porter        | 4:50     |
| 5.  | »Free Agent«                  | Matija Dedić       | 5:23     |
| 6.  | »Sebastian Goes to Cuba II«   | Matija Dedić       | 2:58     |
| 7.  | »Crazy Handy«                 | Matija Dedić       | 6:25     |
| 8.  | »To Frederick«                | Matija Dedić       | 3:32     |
| 9.  | »Someday My Prince Will Come« | Churchill L. Morey | 4:34     |
| 10. | »My Secret«                   | Matija Dedić       | 4:36     |